# Metopeurum fuscoviride
Metopeurum fuscoviride är en insektsart som beskrevs av Stroyan 1950. Metopeurum fuscoviride ingår i släktet Metopeurum och familjen långrörsbladlöss. Arten är reproducerande i Sverige.

## Underarter
Arten delas in i följande underarter:
- M. f. kasachstanica
- M. f. fuscoviride